# 医王寺 (みよし市)
医王寺（いおうじ）は、愛知県みよし市三好町上71-1にある浄土宗西山禅林寺派の寺院。
山号は瑠璃光山。本尊は阿弥陀如来。三好旧街道の北側にあり、かつては隣接地に三好劇場があった。女筆で写経された『大般若経』600巻があり、異国から伝来したと伝わるが、真偽は定かでない。

## 歴史

### 創建
平安時代中期の寛和2年（986年）、設楽郡の鳳来寺に近い三吉の行観自達坊が西加茂郡のこの地に庵を結んだ。三好の旧称である三吉（三吉村）という地名は自達坊の出身地に因んでいる。正暦2年（991年）、山城国・東寺の知識である古義真言宗の沢雲仁清阿闍梨は、薬師堂を建立して瑠璃光山医王寺と称した。沢雲仁清阿闍梨を開山としている。
白山権現を鎮守に勧請したことで宮建郷と呼んだ時期もあった。その後約300年間は文献に残る記録がない。

### 中世
文和4年（1355年）1月15日、医王寺の住職である善久法印が西ノ原に塚を築いて入定した。西ノ原は善久原と呼ばれるようになり、善久法印の供養のために善久塚が建立された。
応仁2年（1468年）8月には小野田久安（加賀守）が客殿（本堂）を建立し、愛知郡の祐福寺第4代融伝上人の法徒である融雅上人を招いて住職とした。真言宗から浄土宗に転宗し、本尊として阿弥陀如来を安置したほか、別堂に薬師如来を納めた。融雅上人を転宗開山としている。

### 近世
寛文7年（1664年）には十王堂を再建し、貞享元年（1684年）には薬師堂を再建した。天保9年（1838年）には観音堂を再建した。

### 近現代
1976年（昭和51年）11月3日、西山国師生誕800年を記念して本堂を改修し、大法要や稚児行列を行った。1986年（昭和61年）11月には医王寺開創1000年を記念して大法要や稚児行列を行った。
2011年（平成23年）1月、法然上人800年大遠忌を記念して総本山法主お待ち受け大会を行った。2018年（平成30年）8月には永代供養塔が完成した。

## 境内
- 本堂
- 薬師堂
- 山門
- 鐘楼

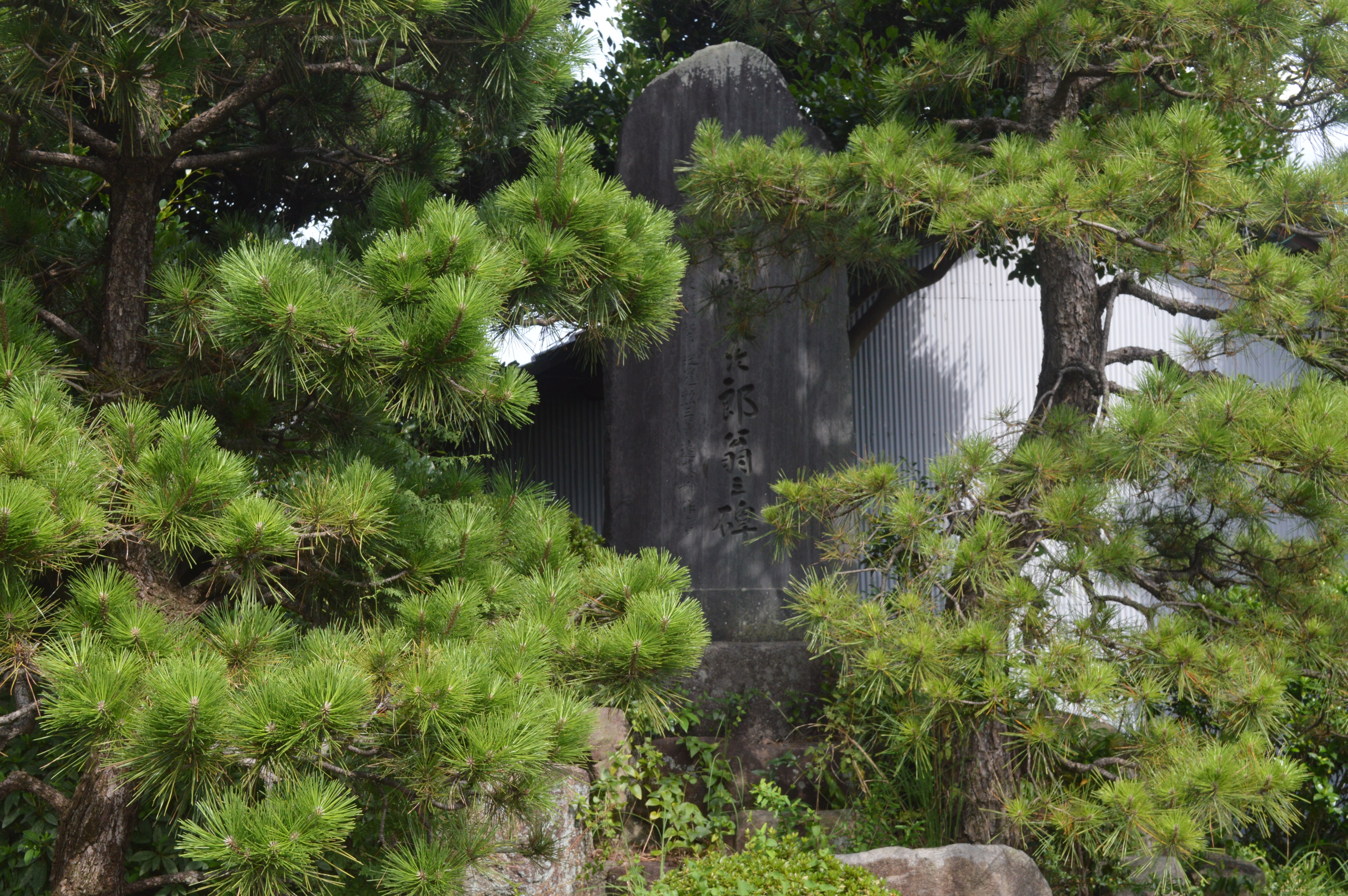
「加藤米次郎翁之碑」

- 加藤米次郎翁之碑 - 堂宮大工の加藤米次郎の顕彰碑。加藤米次郎は三好八幡社の社殿などを造営した[4]。1933年（昭和8年）6月に加藤米次郎の弟子10人によって石碑が建立され、愛知県知事の遠藤柳作が揮毫している[2]。加藤米次郎の師は石川貞助（貞蔵）であり、石川貞助の弟子にはやはり堂宮大工の小野田又蔵などもいる。

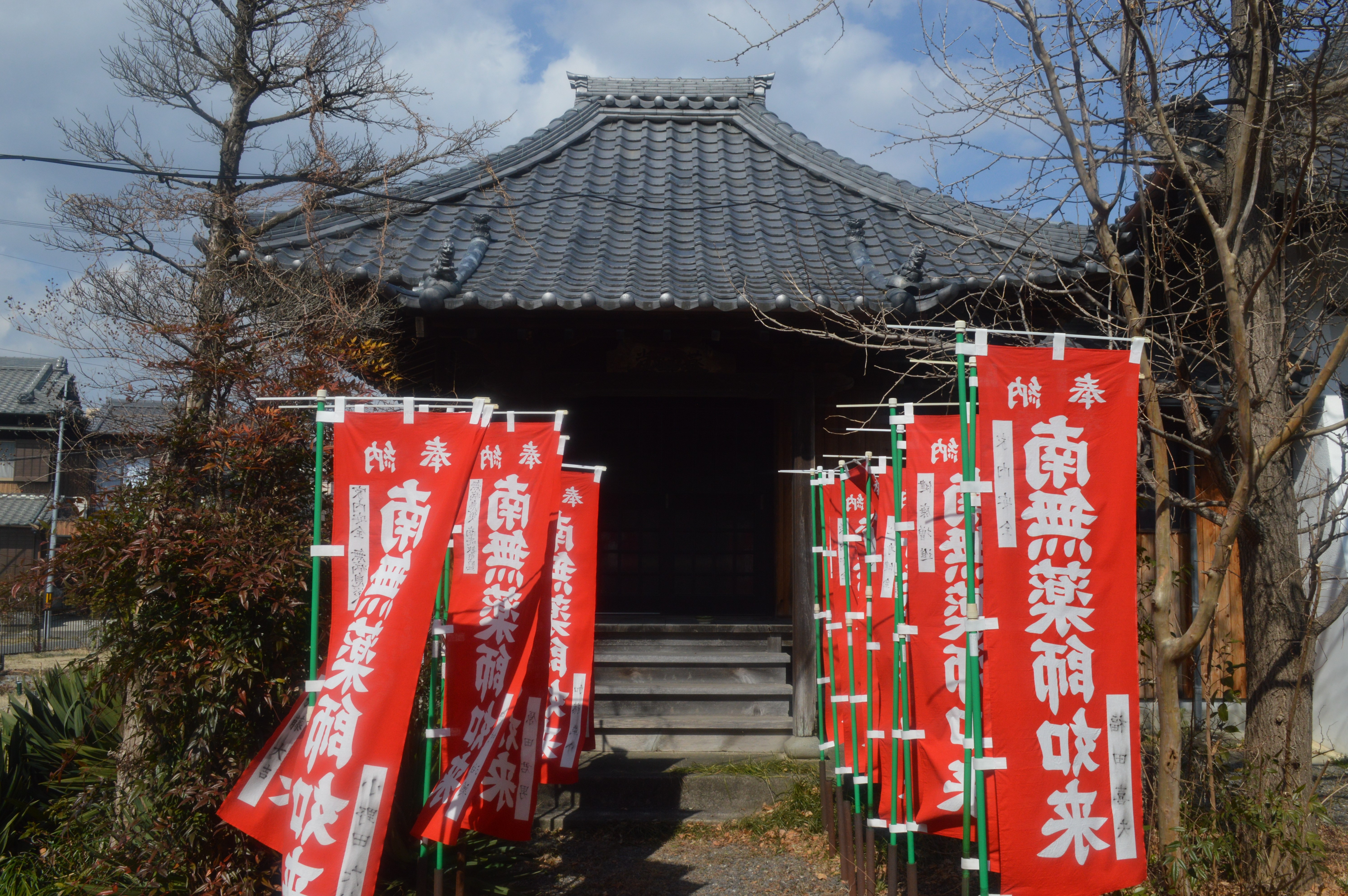
薬師如来
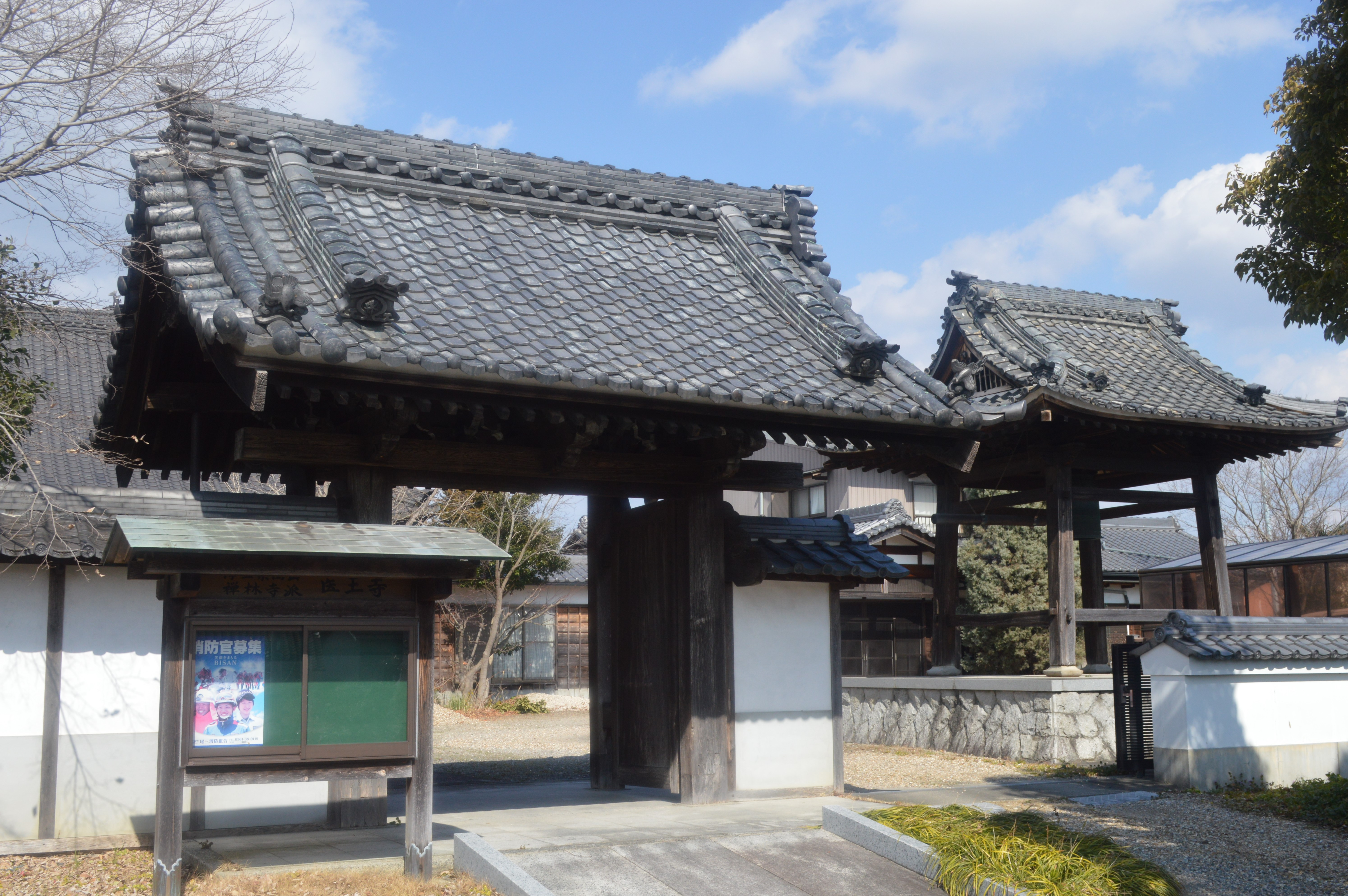
山門と鐘楼

## 年間行事
- 1月 御忌会
- 3月 春彼岸会
- 7月15日 新盆会
- 8月1日 大施餓鬼会
- 8月13日-15日 盂蘭盆会
- 9月 秋彼岸会
- 12月 除夜会